# Aspidiotus musae
Aspidiotus musae är en insektsart som beskrevs av Williams och Watson 1988. Aspidiotus musae ingår i släktet Aspidiotus och familjen pansarsköldlöss.
Artens utbredningsområde är Papua Nya Guinea. Inga underarter finns listade i Catalogue of Life.